# Stefano Agosti
Stefano Agosti (Caprino Veronese, 1930 – Negrar, 5 luglio 2019) è stato un critico letterario italiano.

## Biografia
A lungo ordinario di lingua e letteratura francese all'Università di Venezia, all'interno dell'interesse per la linguistica e per la psicoanalisi considerata in rapporto all'opera letteraria elaborò una teoria del testo poetico di tipo post-semiologico affiancandovi lo studio della letteratura contemporanea utilizzando gli strumenti messi a disposizione dalla linguistica strutturale e dalla psicoanalisi lacaniana.
Legato a Andrea Zanzotto, Vittorio Sereni, Cesare Segre  e Maria Corti, fu autore di numerosi saggi apparsi su riviste specializzate e opere collettive (come Lezioni sul Novecento o Rimbaud: strategie verbali e forme della visione o A partire da Jacques Derrida: scrittura, decostruzione, ospitalità, responsabilità); si occupò con continuità di André Gide, Yves Bonnefoy, Philippe Sollers, André Frénaud, Paul Valéry, Algirdas Julien Greimas, Stéphane Mallarmé, Jacques Derrida, Gustave Flaubert, Saint-John Perse, Pierre de Ronsard, René Char, Marcel Proust, così come di pochissimi autori delle generazioni più recenti, come Cesare Greppi e Osvaldo Coluccino.
Curò l'edizione delle Poesie (1938-1972) di Andrea Zanzotto, autore di particolare affinità poetica, presso Mondadori nel 1973. Con il saggio L'esperienza di linguaggio di Andrea Zanzotto, posto nell'introduzione all'opera completa del poeta pubblicata nel 1999 da Mondadori nella collana "I Meridiani", Agosti trattò il problema del rapporto del Soggetto con il linguaggio nell'opera zanzottiana.
Il suo archivio è conservato presso il Centro per gli studi sulla tradizione manoscritta di autori moderni e contemporanei dell’Università di Pavia.

## Opere
- Il luogo, le ombre, prefazione di Giorgio Bàrberi Squarotti, Padova: Rebellato, 1965
- Il cigno di Mallarmé, Roma: Silva, 1969, poi Parma: Pratiche, 1994.
- Il testo poetico: teoria e pratiche d'analisi, Milano: Rizzoli, 1972.
- Tecniche della rappresentazione verbale in Flaubert, Milano: Il saggiatore, 1981.
- Cinque analisi: il testo della poesia, Milano: Feltrinelli, 1982.
- Modelli psicanalitici e teoria del testo, Milano: Feltrinelli, 1987.
- Enunciazione e racconto: per una semiologia della voce narrativa, Bologna: Il mulino, 1989.
- Il Fauno di Mallarmé, Milano: Feltrinelli, 1991.
- Gli occhi le chiome: per una lettura psicoanalitica del Canzoniere di Petrarca, Milano: Feltrinelli, 1993.
- Critica della testualità: strutture e articolazioni del senso nell'opera letteraria, Bologna: Il mulino, 1994.
- Poesia italiana contemporanea: saggi e interventi, Milano: Bompiani, 1995.
- Il lago di Montale, Novara: Interlinea, 1996.
- Linguistica del poetico, Fasano: Schena, 1996.
- Realtà e metafora: indagini sulla Recherche, Milano: Feltrinelli, 1997.
- Forme del testo: linguistica semiologia psicoanalisi, Milano: Cisalpino, 2004.
- La parola fuori di sé: scritti su Pasolini, San Cesario di Lecce: Manni, 2004.
- Il testo visivo: forme e invenzioni della realtà da Cezanne a Morandi a Klee, Milano: Marinotti, 2006.
- Prefazione a La Parola che nomina gli dei di Laura Sturma Fanelli, Genova: il Melangolo, 2007.
- Grammatica della poesia: cinque studi, Napoli: Guida, 2007.
- Il romanzo francese dell'Ottocento : lingua, forme, genealogie, Bologna, Il Mulino, 2010, ISBN 978-88-15-13370-0.
- Una lunga complicità : scritti su Andrea Zanzotto, Milano, Il saggiatore, 2015, ISBN 978-88-428-2142-7.
- Rimbaud : le vocali, la parola notturna, Milano, Il saggiatore, 2016, ISBN 978-88-428-2320-9.
- Gadda, ossia Quando il linguaggio non va in vacanza : cinque studi, Milano, Il saggiatore, 2016, ISBN 978-88-428-2229-5.
- Baudelaire : dal fango all'oro, Milano, Il saggiatore, 2019, ISBN 978-88-428-2549-4.